# Stanny Van Paesschen
Stanny Van Paesschen est un cavalier belge né le 24 avril 1957 à Ekeren.

## Carrière
Sa carrière amateur est principalement marquée par une médaille de bronze remportée aux Jeux olympiques de Montréal en 1976 en saut d'obstacles par équipes avec Eric Wauters, François Mathy et Edgar Henri Cuepper.